# Bocanjevci
Bocanjevci falu Horvátországban, Eszék-Baranya megyében. Közigazgatásilag Belistyéhez tartozik.

## Fekvése
Eszéktől légvonalban 27, közúton 33 km-re északnyugatra, községközpontjától légvonalban 7, közúton 9 km-re délnyugatra, a Szlavóniai-síkságon, a Vucsica bal partján fekszik. 

## Története
A régi drávamenti települést a 15. század közepén említik a történelmi dokumentumok. Közelében folyik a Vucsica folyó, amely e területnek mindig létfontosságú természeti erőforrása volt. A török Valpó várának elfoglalásával egyidejűleg 1543-ban szállta meg ezt a területet. Török birtokosa Falagaszia Haszlán volt, aki Valpón lakott. Katolikus jobbágyok lakták. A Vucsicán két vizimalom működött. 1687-ben szabadult fel a török uralom alól. 1698-ban Valpó városánál „Boszanyevacz” néven szerepel a szlavóniai telelpülések összeírásában. 1702-ben öt ház állt a településen. A török kiűzése után a valpói uradalom részeként kamarai birtok volt, majd 1721. december 31-én III. Károly az uradalommal együtt Hilleprand von Prandau Péter bárónak adományozta. Ezután végig a Prandau családé volt. 
Az első katonai felmérés térképén „Boczanjevcze” néven található. Lipszky János 1808-ban Budán kiadott repertóriumában „Boczanyevcze” néven szerepel.  Nagy Lajos 1829-ben kiadott művében „Boczanyevcze” néven 119 házzal, 718 katolikus vallású lakossal találjuk. 
1857-ben 774, 1910-ben 790 lakosa volt. Verőce vármegye Eszéki járásához tartozott. Az 1910-es népszámlálás adatai szerint lakossága horvát anyanyelvű volt. A 20. század elején jelentős fejlődésen ment át a település. 1906-ban felépítették a helyi iskolát. A település az első világháború után az új szerb-horvát-szlovén állam, majd később (1929-ben) Jugoszlávia része lett. 1928-ban felépült a falu plébániatemploma. A háború után Likából és a horvát Zagorje vidékéről újabb horvátok érkeztek a településre. 1961-ben megalapították a bocanjevci plébániát. 1991-ben lakosságának 97%-a horvát nemzetiségű volt. 2011-ben 457 lakosa volt. 

## Lakossága
| Lakosság változása | Lakosság változása | Lakosság változása | Lakosság változása | Lakosság változása | Lakosság változása | Lakosság változása | Lakosság változása | Lakosság változása | Lakosság változása | Lakosság változása | Lakosság változása | Lakosság változása | Lakosság változása | Lakosság változása | Lakosság változása |
| ------------------ | ------------------ | ------------------ | ------------------ | ------------------ | ------------------ | ------------------ | ------------------ | ------------------ | ------------------ | ------------------ | ------------------ | ------------------ | ------------------ | ------------------ | ------------------ |
| 1857               | 1869               | 1880               | 1890               | 1900               | 1910               | 1921               | 1931               | 1948               | 1953               | 1961               | 1971               | 1981               | 1991               | 2001               | 2011               |
| 774                | 787                | 704                | 708                | 858                | 790                | 813                | 962                | 998                | 968                | 894                | 715                | 634                | 564                | 518                | 457                |

## Gazdaság
Bocanjevciben ma mintegy tíz iparos és családi gazdaság működik. 2015. március 11. óta Bocanjevci az „etno falu” nevet is viseli. Ezt a státuszt Belistye város, a megye és Horvátország idegenforgalmi irodáitól kapták miután több család vállalta, hogy tradicionális házát a hagyományos módon őrzi meg és rendezi be. Így ezek a házak a turisztikai hivatalok ajánlatában is szerepelnek. 

## Nevezetességei
Szent Fülöp és Jakab apostolok tiszteletére szentelt római katolikus plébániatemploma 1928-ban épült. A plébániát 1961-ben alapították.
Védett épület a Matija Gubec utca 144. szám alatt álló, 1879-ben épített nyeregtetős, hagyományos lakóház. A házat teljes hosszában kerek oszlopokra támasztott tornác ékesíti. A belső tér eredeti bútorokkal, kevés felszereléssel, falazott tűzhellyel és nyitott kemencével van berendezve. Padozata dölgölt föld, a mennyezet deszkazsaluzatos gerenda. Az udvaron pajta, kenyérsütő és istálló található.

## Kultúra
A KUD „Šokadija” a település kulturális és művészeti egyesülete, melynek a szomszédos Goricából is sok tagja van. Az egyesületet 1986-ban alapították. Négy szekcióval működik. Előadásaiban a falu, Szlavónia és Baranya eredeti folklórját ápolja. 2012-ben az egyesület új projektet indított Bocanjevci kulturális örökségének megőrzésére. 2005 óta zajlik a „Bocanjevci alaj ste milina” nevű folklórfesztivál, amely mára rangos kulturális és folklór eseménnyé vált és amelyet évente három napos időtartamban rendeznek meg Bocanjevciben horvátországi ének- és népi együttesek vendégszereplésével. 2011 óta működik a „Bocanjevski pajdaši” férfi énekkar. Az kar 8–12 tagú és a megyén kívül a szomszédos megyékben, sőt külföldön is fellép. A „Pajdaši” rendszeres fellépője Belišće város rendezvényeinek.

## Oktatás
A település első iskoláját 1906-ban építették. Az iskola ma a belistyei Ivan Kukuljević általános iskola négyosztályos területi iskolájaként működik.